# Palombia
A Palombia é um país sul-americano fictício criado nos livros de banda desenhada franco-belga do Spirou e Fantásio e do Marsupilami. O nome é um portmanteau obtido pela junção de Paraguai com Colômbia. 

## Resumo
A Palombia (oficialmente, Estados Unidos de Palombia ou República palombiana) é um pequeno país da América do Sul. É delimitada a norte pelo rio Orinoco, a oeste pelos Andes, e pela Amazónia, ao sul. A sua área abrange apenas 42.042 km², o que o torna o país mais pequeno do continente. O Cristianismo católico é oficialmente a religião dominante. A sua língua oficial é o castelhano, e a moeda oficial o Palombo. A capital é Chiquito (pequenino, em castelhano), no entanto, o nome da cidade foi alterado várias vezes, devido à frequente mudança de regime. 
A bandeira da Palombia é composta por três tiras verticais, amarelo, azul e vermelho, da esquerda para a direita. Durante o regime de Baby Prinz, um marsupilami foi adicionado à faixa central. A bandeira assemelha-se à da Nova Granada de pernas para o ar. A População da capital Chiquito é de 123.765 habitantes. Segundo o último censo (efectuado em 1959), a população total é de 227.895 Palombianos. No entanto, o estudo não teve em conta as tribos indígenas principalmente as da selva palombiana, incluindo a dominante tribo Atzhiuh. 

## História
Os primeiros habitantes humanos eram de um tribo ameríndia actualmente denominada sigomaztecs (principalmente porque o que resta de sua arquitectura tem certas semelhanças com a arquitectura Asteca). De acordo com as tradições locais, os sigomaztecs adoravam um Deus chamado Marzupitcoatl cujas estátuas se assemelham ao mais distinto membro da fauna Palombiana, o marsupilami. Tanto os esforços portugueses como espanhóis para colonizar a Palombia fracassaram devido sobretudo a uma ausência de qualquer recurso natural. Chiquito foi fundada pelos espanhóis em finais do século XIX, na orla da floresta tropical. 
A Palombia declarou a independência em 1923. Depois disso, a história tem seguido um percurso bem conhecido na América do Sul, através de inúmeras revoluções, golpes de estado e conflitos fronteiriços. As tentativas para criar uma democracia parlamentar na década de 1960 serviram essencialmente para aumentar a dívida externa palombiana. As tentativas terminaram com o golpe militar de Papa Prinz, em 1964. Na década de 1970, o Palombiano de origem Belga, Zantafio, aliás Zantas, assumiu brevemente o poder, como um ditador militar, após Papa Prinz ter sido assassinado e, até ter sido forçado a abdicar. Posteriormente, o cientista louco Zorglub construiu a sua base secreta na selva até que ele também foi forçado a abandonar os seus planos. Baby Prinz, o filho de Papa Prinz assumiu o poder a seguir a Zantafio, até também ele, ter sido deposto em 1990 por Achilio Zavatas, o ex-ministro da Propaganda, dono de uma empresa de sabonetes e único candidato às eleições de 1990.

## Economia
A Palombia é delimitada por montanhas e florestas tropicais, pelo que a comunicação com os países vizinhos e com o interior do território, é difícil. As Linhas Aéreas Mundiais Palombianas (Palombian World Airways) têm um voo semanal regular entre Chiquito e Caracas, Venezuela. As tentativas de criar uma rede rodoviária têm falhado sucessivamente, porque a selva recupera rapidamente o caminho aberto. A estrada (Nationale Sete) que ligava Chiquito ao Norte foi esmagada pela selva e, mais tarde, o projecto de uma estrada Transpalombia lançado por uma empresa multinacional também falhou. Os rápidos e as quedas de água, nos cursos dos rios, tornam impossível a sua utilização por algo mais sofisticado do que um pequeno navio a vapor ou uma canoa. 
Apesar das inúmeras tentativas em contrário, a economia palombiana é inexistente. Na década de 1930 Henry Ford tentou industrializar a selva, construindo fábricas ao lado das suas plantações de borracheira. Teimosamente, a selva torna a exploração dos seus recursos minerais muito cara. Até a grande variedade de frutas exóticas palombiana é extremamente perecível sendo imprópria para exportação.
No entanto, no final da década de 1960, a economia foi modernizada vivendo o país em grande parte do turismo. As Linhas Aéreas Palombianas (Palombian Airways)  mudaram de nome para, Linhas Aéreas Mundiais Palombianas (Palombian World Airways) e criado um voo directo entre a Europa e Chiquito. Surgiu também um "boom" no sistema bancário. Até essa altura, a economia passou por crises, em cima de novas crises, causadas pelos métodos de marketing das duas maiores empresas da Palombia, Zugol e Z Bul.

## Geografia
A maior parte da geografia da Palombia é composta por floresta tropical que lentamente se vai transformando em savana no sul do país e por numerosos lagos. A parte palombiana dos Andes é composta por montanhas e (normalmente) vulcões adormecidos. A floresta tropical propaga-se da capital em direcção ao vulcão El Sombrero, situada em parte, na fronteira do estado de Guaracha, e pode ser atravessada a pé em 20 dias. A floresta tropical é irrigada por afluentes da Amazónia, tais como o rio e Soupopoaro e o rio Soupalagrimaz, sendo este último ameaçado pela poluição. 
A fauna é a mesma que a da floresta amazónica: jaguares, papagaios, araras e piranhas. Mas o principal interesse científico da floresta tropical palombiana é o marsupilami, uma estranha criatura de cauda-longa. Outros estranhos habitantes da floresta e rios são os golfinhos-cor-de-rosa (ameaçados pela poluição), os crog-rã (um animal extremamente perigoso que vive na orla do rio Soupopoaro), o flash (um insecto nocturno que consegue hipnotizar outros animais), formigas carnívoras , Glyphodons (animal pré-histórico), tignass (ave parecida com o colibri e que tem grandes orelhas permitindo-lhe ter uma audição extraordinária, e que muitas vezes grita "Titititignass"). O Imalipusram que tem uma longa cauda e o mesmo tipo de pelo que o Marsupilami e, que tal como ele, também consegue modelar a cauda. No entanto, é pequeno e frágil. Em caso de perigo, esconde-se pondo a cauda para cima ficando parecido com o marsupilami, o que assusta os inimigos. 
A Palombia tem um clima equatorial com um pouco de influência da floresta tropical. À tarde, as chuvas intensas são regulares. A principal diferença sazonal é uma menor pluviosidade de julho a setembro. O clima é quente ao longo do ano, mas as noites são muito mais frias do que os dias. Ocasionalmente, podem acontecer chuvas violentas no período da tarde. A humidade sufocante torna a floresta imprópria para a vida humana. Embora a neve seja muito rara, ocorreu pelo menos uma vez na história da Palombia. As savanas da Palombia, no Sul do país, são mais secas e são constituídas por grandes planícies sem vegetação, com excepção da presença do comtil, um cacto em tempos adorado como um Deus por Zigomaztecs. Este cacto floresce a cada quinze anos, e as suas flores espalham um forte cheiro e fumo. 

## Cultura
Embora esteja situada na América do Sul, a Palombia é culturalmente mais próxima da América Central: tortilhas e tamales são comidas típicas, e tequila é a bebida mais comum, sendo a preferida a da marca Coyotl. A cerveja também se tornou popular, com a abertura do país, sendo a mais comum a da marca Colibri. 
Os negócios bancários, são actividades típicas na Palombia. O país também é especializada na produção de sabonete e creme dental, com a presença dos dois gigantes Zugol e Z Bul. O Turismo e actividades relacionadas, contribuíram imenso para que cultura palombiana se tornasse conhecida. Os turistas podem comprar algumas lembranças, tais como pelo de Marsupilami, muitas vezes falsificado. 
A Palombia é bem conhecida pela sua vegetação e fauna únicas que atraem um grande número de cientistas e coleccionadores, mas também muitos caçadores que procuram glória e troféus invulgares. Muitos investigadores europeus, estão particularmente interessados no Marsupilami. A presença de ouro na floresta, nomeadamente no rio Soupalagrimaz, atrai muitos prospectores de ouro. 